# Filmografia de Jordan Peele

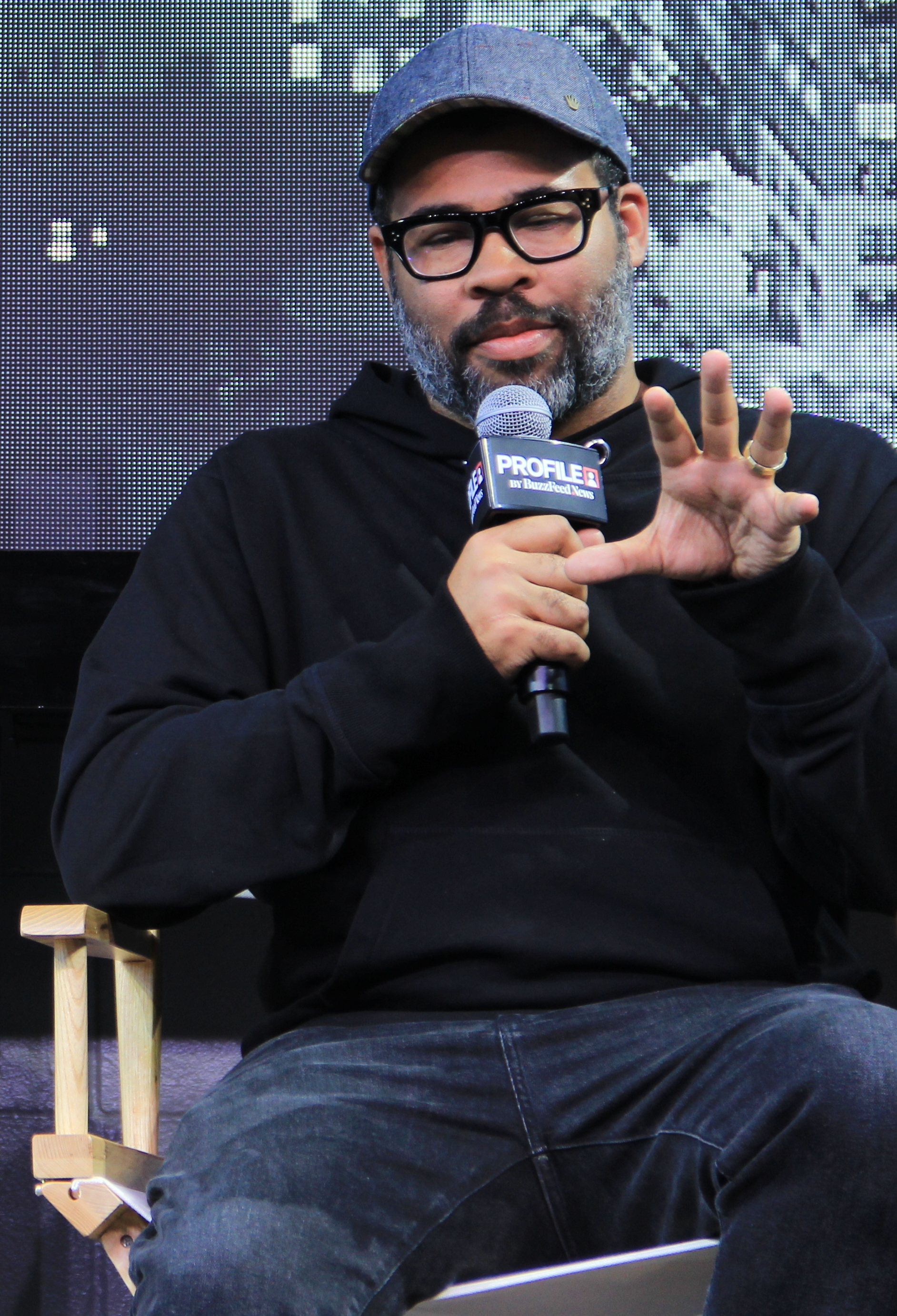
Jordan Peele no SXSW, 2019.

Jordan Peele é um ator, comediante e cineasta estadunidense.  Ele é conhecido por seu grupo de esboços em Key & Peele com Keegan-Michael Key.  Ele também dirigiu Get Out (2017) e Us (2019).

## Filmografia

### Cinema
| Ano  | Título                                   | Papel   | Papel    | Papel    | Papel | Papel                                         | Papel                                                                                 |
| Ano  | Título                                   | Diretor | Escritor | Produtor | Ator  | Papel                                         | Notas                                                                                 |
| ---- | ---------------------------------------- | ------- | -------- | -------- | ----- | --------------------------------------------- | ------------------------------------------------------------------------------------- |
| 2008 | Bonzer Boyz!                             | Não     | Não      | Não      | Sim   | D-Rock Peppers                                | Curta-metragem                                                                        |
| 2010 | 3B                                       | Não     | Não      | Não      | Sim   | Rob                                           | Curta-metragem                                                                        |
| 2010 | Little Fockers                           | Não     | Não      | Não      | Sim   | EMT                                           |                                                                                       |
| 2012 | Wanderlust                               | Não     | Não      | Não      | Sim   | Rodney                                        |                                                                                       |
| 2013 | The Sidekick                             | Não     | Não      | Não      | Sim   | Sidecar Willy                                 | Curta-metragem                                                                        |
| 2016 | Keanu                                    | Não     | Sim      | Sim      | Sim   | Rell Williams e Oil Dresden                   | Co-escrito com Alex Rubens                                                            |
| 2016 | Storks                                   | Não     | Não      | Não      | Sim   | Beta Wolf (voz)                               |                                                                                       |
| 2017 | Get Out                                  | Sim     | Sim      | Sim      | Sim   | Cervo Ferido, Narrador da UNCF (voz)          | Atuação não-creditada                                                                 |
| 2017 | Captain Underpants: The First Epic Movie | Não     | Não      | Não      | Sim   | Melvin Sneedly (voz)                          |                                                                                       |
| 2018 | BlacKkKlansman                           | Não     | Não      | Sim      | Não   |                                               |                                                                                       |
| 2019 | Horror Noire: A History of Black Horror  | Não     | Não      | Não      | Sim   | Ele mesmo                                     | Filme-documentário                                                                    |
| 2019 | Us                                       | Sim     | Sim      | Sim      | Sim   | Coelho Moribundo, Narrador da Fun House (voz) | Atuação não-creditada                                                                 |
| 2019 | Toy Story 4                              | Não     | Não      | Não      | Sim   | Bunny (voz)                                   | Atuação não-creditada                                                                 |
| 2021 | Candyman                                 | Não     | Sim      | Sim      | Não   |                                               | Co-escrito com Win Rosenfeld e Nia DaCosta                                            |
| 2022 | Nope                                     | Sim     | Sim      | Sim      | Não   |                                               | Em pós-produção                                                                       |
| 2022 | Abruptio                                 | Não     | Não      | Não      | Sim   | Danny (voz)                                   | Em pós-produção                                                                       |
| 2022 | Wendell and Wild                         | Não     | Sim      | Sim      | Sim   | Wild (voz)                                    | Co-escrito com Keegan-Michael Key, Henry Selick e Clay McLeod Chapman Em pós-produção |

### Televisão
| Ano           | Título                                         | Papel | Papel    | Papel    | Papel                                       | Papel                                                             |
| Ano           | Título                                         | Ator  | Escritor | Produtor | Papel                                       | Notas                                                             |
| ------------- | ---------------------------------------------- | ----- | -------- | -------- | ------------------------------------------- | ----------------------------------------------------------------- |
| 2003-08       | Mad TV                                         | Sim   | Sim      | Não      | Vários                                      | 94 episódios                                                      |
| 2008          | Chocolate News                                 | Sim   | Não      | Não      | Kelvin Melvin                               | 7 episódios                                                       |
| 2009          | Reno 911!                                      | Sim   | Não      | Não      | Three-Card Monte Guy                        | Episódio: "Extradition to Thailand"                               |
| 2009-10       | Super News!                                    | Sim   | Não      | Não      | Várias Vozes                                | 15 episódios                                                      |
| 2010-2015     | Childrens Hospital                             | Sim   | Não      | Não      | Dr. Brian                                   | 10 episódios                                                      |
| 2011          | Love Bites                                     | Sim   | Não      | Não      | Eli                                         | Episódio: "Too Much Information"                                  |
| 2012-2015     | Key & Peele                                    | Sim   | Sim      | Sim      | Ele mesmo, vários                           | 54 episódios; como co-criador                                     |
| 2013          | The Mindy Project                              | Sim   | Não      | Não      | Nick                                        | Episódio: "Mindy's Minute"                                        |
| 2013          | Workaholics                                    | Sim   | Não      | Não      | Mark                                        | Episódio: "The Worst Generation"                                  |
| 2013          | Comedy Bang! Bang!                             | Sim   | Não      | Não      | Tan Fu                                      | Episódio: "Andy Samberg Wears a Plaid Shirt & Glasses"            |
| 2013          | Modern Family                                  | Sim   | Não      | Não      | Derrick                                     | Episódio: "A Fair to Remember"                                    |
| 2013          | Axe Cop                                        | Sim   | Não      | Não      | Super Axe (voz)                             | Episódio: "Super Axe"                                             |
| 2013-14       | Kroll Show                                     | Sim   | Não      | Não      | Árbitro Rondy, vários                       | 2 episódios                                                       |
| 2014          | Fargo                                          | Sim   | Não      | Não      | Agente Webb Pepper                          | 4 episódios                                                       |
| 2014          | Drunk History                                  | Sim   | Não      | Não      | Percy Julian                                | Episódio: "Montgomery, AL"                                        |
| 2014          | Robot Chicken                                  | Sim   | Não      | Não      | Blade, várias vozes                         | 2 episódios                                                       |
| 2014          | Rick and Morty                                 | Sim   | Não      | Não      | Ser da 4ª Dimensão (voz)                    | Episódio: "A Rickle in Time"                                      |
| 2014-16       | Bob's Burgers                                  | Sim   | Não      | Não      | Várias vozes                                | 8 episódios                                                       |
| 2015          | Life in Pieces                                 | Sim   | Não      | Não      | Chad                                        | 3 episódios                                                       |
| 2015          | [[Wet Hot American Summer: First Day of Camp]] | Sim   | Não      | Não      | Alan                                        | 3 episódios                                                       |
| 2015          | TripTank                                       | Sim   | Não      | Não      | Várias vozes                                | 2 episódios                                                       |
| 2015-18       | SuperMansion                                   | Sim   | Não      | Não      | Bugula (voz)                                | 2 episódios                                                       |
| 2016          | The Muppets                                    | Sim   | Não      | Não      | Ele mesmo                                   | Episódio: "Swine Song"                                            |
| 2016          | American Dad!                                  | Sim   | Não      | Não      | Street Thug (voz)                           | Episódio: "Criss-Cross Applesauce: The Ballad of Billy Jesuswort" |
| 2017-presente | Big Mouth                                      | Sim   | Não      | Não      | O Fantasma do Duque Ellington, várias vozes | 39 episódios                                                      |
| 2018          | The Shivering Truth                            | Sim   | Não      | Não      | Várias vozes                                | Episódio: "Ogled Inklings"                                        |
| 2018-presente | The Last O.G.                                  | Não   | Sim      | Sim      |                                             | 40 episódios; como co-criador                                     |
| 2019          | Weird City                                     | Não   | Sim      | Sim      |                                             | 6 episódios; como co-criador                                      |
| 2019          | Lorena                                         | Não   | Não      | Sim      |                                             | 4 episódios                                                       |
| 2019-20       | The Twilight Zone                              | Sim   | Sim      | Sim      | Apresentador/narrador                       | 20 episódios                                                      |
| 2020-presente | Hunters                                        | Não   | Não      | Sim      |                                             | 10 episódios                                                      |
| 2020-presente | Lovecraft Country                              | Não   | Não      | Sim      |                                             | 10 episódios                                                      |

### Videoclipes
| Ano  | Título        | Papel   | Papel    | Papel    | Papel | Papel          | Papel               |
| Ano  | Título        | Diretor | Escritor | Produtor | Ator  | Papel          | Artista             |
| ---- | ------------- | ------- | -------- | -------- | ----- | -------------- | ------------------- |
| 2006 | White & Nerdy | Não     | Não      | Não      | Sim   | Black Gangster | "Weird Al" Yankovic |